# Paddlane

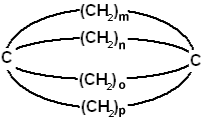
structure générale des paddlanes

Les paddlanes sont une famille d'hydrocarbures saturés ou alcanes tricycliques c'est-à-dire avec deux atomes de carbone tête de pont et quatre branches qui les relient. Ils sont nommés [m.n.o.p]paddlane en référence à leur nom systématique tricyclo[m.n.o.p1,m+2]alcane et avec le terme paddlane qui dérive de l'anglais « paddle », palette avec le suffixe ane des alcanes.

## Composés

[1.1.1.1]paddlane

Par abus de langage, le paddlane désigne le [1.1.1.1]paddlane de numéro CAS 102843-69-6. Ce composé avec ses deux atomes de carbone tête de pont de symétrie pyramidale peut être vu comme un précurseur de l'octaédrane, l'allotrope octaédrique C6 du carbone.
Le chimiste américain de l'université de Chicago, Philip E. Eaton, célèbre pour avoir synthétisé dans les années 1960 le cubane, a mené des études en vue de la synthèse du [2.2.2.2]paddlane dans les années 1980.
Les propellanes sont une classe particulière de paddlanes pour lesquels p est égal à zéro : [m.n.o]propellane = [m.n.o.0]paddlane